# Direcció General de Seguretat (Síria)
La Direcció General de Seguretat (en àrab: إدارة الأمن العام) és el servei d'intel·ligència civil més important que existeix a Síria, conegut pel seu important paper en la repressió de la dissidència. Creada el 1971, els seus orígens es troben molt influenciats pel model establert durant el Mandat francès per Síria i el Líban. Orgànicament, es troba subordinada al Ministeri de l'Interior.
Es divideix en tres branques: La divisió de seguretat interna, la divisió de seguretat externa, i la divisió d'afers palestins. La divisió de seguretat interna s'encarrega de la vigilància de la població dins de les fronteres del país, la Divisió de Seguretat Externa és responsable de fer tasques d'intel·ligència a l'estranger i la divisió d'afers palestins controla l'activitat dels grups palestins tant a Síria com en el Líban.
Durant la guerra civil siriana, la direcció general de seguretat ha jugat un important paper en la repressió contra els anomenats rebels sirians i els grups islamistes. Des de juliol de 2012 l'organització és dirigida per Mohammed Dib Zaitoun, substituint a l'anterior director general després d'un important atemptat perpetrat a Damasc contra l'aparell estatal sirià.